# BSW Sachsen
Das BSW Sachsen ist der sächsische Landesverband der Partei Bündnis Sahra Wagenknecht (BSW). Nach der Landtagswahl in Sachsen am 1. September 2024 stellt die Partei mit 15 von 120 Sitzen die drittstärkste Fraktion im Sächsischen Landtag.

## Geschichte
Die Bundespartei des BSW wurde am 8. Januar 2024 mit einem Gründungstreffen in einem Hotel in Berlin gegründet.
Danach wurde für Sachsen ein BSW-Aufbauteam gegründet, das die nötige Parteistruktur für die Teilnahme an den Kommunal- und Europawahlen sowie den Landtagswahlen sicherstellen sollte.
Am 24. Februar 2024 fand die Gründungsversammlung des BSW Sachsen in Chemnitz statt. Dort wurde eine Satzung diskutiert und angenommen.
Am 18. Mai 2024 traf sich das BSW Sachsen zur Beschlussfassung über das Landtagswahlprogramm 2024.
Bei den Kommunalwahlen in Sachsen 2024, die zeitgleich mit der Europawahl 2024 am 9. Juni stattfand, trat die Partei in 9 von 10 Landkreisen (bis auf den Landkreis Nordsachsen und einige Wahlkreise in anderen Landkreisen) und den 3 kreisfreien Städten an und erzielte landesweit ein Ergebnis von 8,5 Prozent und war damit drittstärkste Partei nach CDU (24,2 Prozent) und AfD (26,9 Prozent) vor der SPD (7,9 Prozent), der Linken (6,9 Prozent) und den Grünen (6,7 Prozent). In Chemnitz konnte von 9 gewonnenen Sitzen einer nicht besetzt werden, weil nicht genügend BSW-Kandidaten zur Verfügung standen.
Zu Landtagswahl 2024 in Sachsen erhielt das Bündnis Sahra Wagenknecht 277.568 Stimmen und damit 11,8 % der abgegebenen Stimmen und erreichte damit 15 von 120 Sitzen im Sächsischen Landtag.

## Struktur

### Satzung
Laut der Satzung können innerhalb des Landesverbandes mit Zustimmung des Bundes- und des Landesvorstandes Kreis- und Ortsverbände gebildet werden.

### Landesvorstand
Der Landesvorstand, dem die beiden Vorsitzenden Jörg Scheibe und Sabine Zimmermann, die beiden stellvertretenden Vorsitzenden Lutz Richter und Ronny Kupke, die Schatzmeisterin Silke Heßberg sowie die Beisitzer Thomas Kachel, Ralf Böhme, Andreas Uhlig, Nico Rudolph und Bernd Rudolph  angehören, wurde am 24. Februar 2024 auf der Gründungsversammlung in Chemnitz gewählt.

## Landtagsfraktion
Im 8. Sächsischen Landtag ist die BSW-Fraktion mit insgesamt 15 Abgeordneten vertreten.